# Římskokatolická farnost Sány
Římskokatolická farnost Sány je územním společenstvím římských katolíků v rámci kutnohorsko-poděbradského vikariátu královéhradecké diecéze.

## O farnosti

### Historie
V roce 1352 je v Sánech doložen tzv. vlastnický kostel. Kostel byl součástí někdejší místní tvrze. Majitelé vsi později vykonávali ke kostelu toliko patronátní právo, neboť systém vlastnických kostelů byl postupem času opuštěn jako problematický. Místní farnost průběhem dějin zanikla. Až v roce 1787 byla v Sánech ustanovena lokálie. Z té byla v roce 1856 vytvořena samostatná farnost. Původní malý kostelík byl v roce 1825 z iniciativy tehdejšího lokalisty Petra Jakoubka zbořen a nahrazen větší empírovou novostavbou. Kněžské žití a působení v této farnosti bylo zřejmě věcí poměrně náročnou, asi díky nedostatečnému materiálnímu zabezpečení, jak lze usuzovat ze stesků faráře Jana Chlupáče ve farní kronice na adresu patronátního úřadu. Patronátní úřad byl historicky zavázán k hmotnému vydržování kněze na farnosti, tento závazek však plnil podle všaho liknavě, a spíše upřednostňoval jiné lidi, kterým měl přispívat na živobytí.
Počíná si ten slavný patronátní úřad stále bezohledněji a přeje faráři až moc, by tu mohl být živ! Těžko nepsati satyru. Čekám, kdy mne Pán Bůh odtud vytrhne, neb sotva zde může kněz živ býti, zvláště když patronátní úřad přeje více hajnému a leckomu jinému, než knězi, který přec musí oltáři sloužit. Kéž by ty neblahé patronátní poměry vzaly za své, ale naděje k tomu není, volání kněžstva v té věci se ztrácí, naprázdno zní hlas jejich.
Farní kronika Sány, str. 99, zápisy z roku 1896
Kostel byl počátkem 20. století nově zařízen v novorenesančním stylu. V průběhu druhé poloviny téhož století nicméně přestala být místní farnost obsazována sídelním knězem. V roce 1974 byl rozebrán a odvezen pryč zchátralý hlavní oltář, byl zřízen oltář "čelem k lidu" (podle liturgické reformy druhého vatikánského koncilu) a do čela presbytáře byl umístěn prostý kříž, věnovaný řeholními sestrami. Zřejmě posledním knězem, bydlícím přímo v Sánech byl od roku 1972 kněz-penzista Jaroslav Drábek, bývalý děkan v Rožďalovicích v litoměřické diecézi. Ten přišel původně do Sán na odpočinek s tím, že bude příležitostně vypomáhat v duchovní správě. Postupně však na žádost biskupské konzistoře převzal výuku náboženství v Sánech a Opolanech a navrátil se do aktivní služby. V roce 1975 převzal duchovní správu v Sánech a Ohařích a působil zde do roku 1983, kdy se odstěhoval na Moravu. V následných letech byla již duchovní správa vykonávána ex currendo odjinud. Fara (č. p. 6) přestala být obydlím kněze a sídlem farního úřadu a v pozdějších letech byla odprodána do soukromých rukou.
Farnost patřila až do roku 1993 do pražské arcidiecéze (ač již od roku 1950 byla ex currendo spravována z Libice nad Cidlinou, která již tehdy patřila do diecéze královéhradecké). Po úpravě hranic diecézí v uvedeném roce (v souvislosti se vznikem plzeňské diecéze) připadla královéhradecké diecézi. Duchovní správu obstarával kněz z Týnce nad Labem a později, od roku 2015 ze Žiželic. Zásadním prvkem farního života zůstaly pravidelné bohoslužby, které však byly přesunuty z neděle na podvečer jednoho ze všedních dnů v průběhu týdne.

#### Přehled duchovních správců
- 1787–1811 P. Klement Nedvídek, O.Carm. (lokalista)
- 1811–1819 R.D. Karel Nešpor (lokalista)
- 1820–1827 R.D. Petr Jakoubek (lokalista)
- 1828–1850 R.D. Josef Březina (lokalista)
- 1850–1875 R.D. Antonín Rudolf z Ehrenwaldu (v l. 1850–1856 lokalista, poté první farář)
- 1876–1886 R.D. František Mašek (farář)
- 1887–1897 R.D. Jan Chlupáč (farář)
- 1897–1919 R.D. František Kladiva (farář)
- 1919–1929 R.D. Bohumil Jakubů (farář)
- 1929–1940 R.D. František Zetek (farář)
- 1940–1942 R.D. Jan Kabylka (administrátor ex currendo z Ohař)
- 1942–1950 R.D. Jan Dočekal (farář)
- 1950–1952 R.D. Václav Donát (administrátor ex currendo z Libice nad Cidlinou)
- 1952–1961 R.D. JUDr. František Kopejsko (administrátor ex currendo z Libice nad Cidlinou)
- 1961–1972 R.D. Rudolf Vošický (administrátor ex curendo z Libice nad Cidlinou)
- 1972–1975 R.D. Karel Šimek (administrátor ex currendo z Libice nad Cidlinou)
- 1975–1983 R.D. Jaroslav Drábek (formálně administrátor ex currendo, sídelní farnost Ohaře, fakticky bydlel na faře v Sánech)

### Současnost
Farnost je spravována ex currendo ze Žiželic.
| Kostel             | Místo | Bohoslužba | Bohoslužba | Poznámka     |
| ------------------ | ----- | ---------- | ---------- | ------------ |
| Kostel sv. Ondřeje | Sány  | pondělí    | 18.00      | farní kostel |